# Byadarahosahalli, Nagamangala
Byadarahosahalli là một làng thuộc tehsil Nagamangala, huyện Mandya, bang Karnataka, Ấn Độ.